# IC 1038
IC 1038 је лентикуларна галаксија у сазвјежђу Волар која се налази на листи објеката дубоког неба у Индекс каталогу.
Деклинација објекта је + 11° 55' 44" а ректасцензија 14h 39m 27,4s. Привидна величина (магнитуда) објекта IC 1038 износи 14,3 а фотографска магнитуда 15,3. IC 1038 је још познат и под ознакама CGCG 75-104, NPM1G +12.0401, PGC 52377.